# شقار
الشُّقّار أو شقائق النُّعمان جنس نباتي ينتمي إلى الفصيلة الحوذانية ويضم 120-150 نوعاً معظمها من النباتات العشبية.

## من أنواعهالواطنةفيالوطن العربي
- الشقّار الإكليلي أو ما يعرف شعبياً باسم شقائق النعمان (باللاتينية: Anemone coronaria)
- الشقّار الناعم (باللاتينية: Anemone blanda) في بلاد الشام

## من أنواعه الأخرى
- الشقّار الأسطواني (باللاتينية: Anemone cylindrica) في أمريكا الشمالية
- الشقّار الأصفر أو الحوذاني (باللاتينية: Anemone ranunculoides)
- الشقّار الأوريغوني (باللاتينية: Anemone oregana)
- الشقّار البايكالي (باللاتينية: Anemone fulgens)
- الشقار البصيلي (باللاتينية: Anemone tuberosa)
- الشقار التومسوني (باللاتينية: Anemone thomsonii)
- الشقّار ثلاثي الأوراق (باللاتينية: Anemone trifolia)
- الشقّار الجبلي (باللاتينية: Anemone montana)
- الشقّار الحدائقي (باللاتينية: Anemone hortensis)
- الشقّار الحرجي (باللاتينية: Anemone sylvestris)
- الشقار الدروموندي (باللاتينية: Anemone rummondii)
- الشقّار الريحي (باللاتينية: Anemone baicalensis)
- الشقار الصغير الأزهار (باللاتينية: Anemone parviflora)
- الشقّار الصيني (باللاتينية: Anemone chinensis)
- شقار الظل (باللاتينية: Anemone nemorosa)
- الشقار الغربي (باللاتينية: Anemone occidentalis)
- الشقار الفرجيني (باللاتينية: Anemone virginiana)
- الشقّار الكاروليني (باللاتينية: Anemone caroliniana)
- الشقّار الكَبَدي (باللاتينية: Anemone hepatica)
- الشقّار الكَرمي الأوراق (باللاتينية: Anemone vitifolia)
- الشقّار الكندي (باللاتينية: Anemone canadensis)
- الشقّار متوازن الأوراق (باللاتينية: Anemone lancifolia)
- الشقّار المثلث (باللاتينية: Anemone deltoidea)
- الشقّار المدبب الفصوص (باللاتينية: Anemone acutiloba)
- الشقّار المنحن (باللاتينية: Anemone cernua)
- الشقّار النرجسي الأزهار (باللاتينية: Anemone narcissiflora)
- الشقار النهري (باللاتينية: Anemone riparia)

## معرض صور

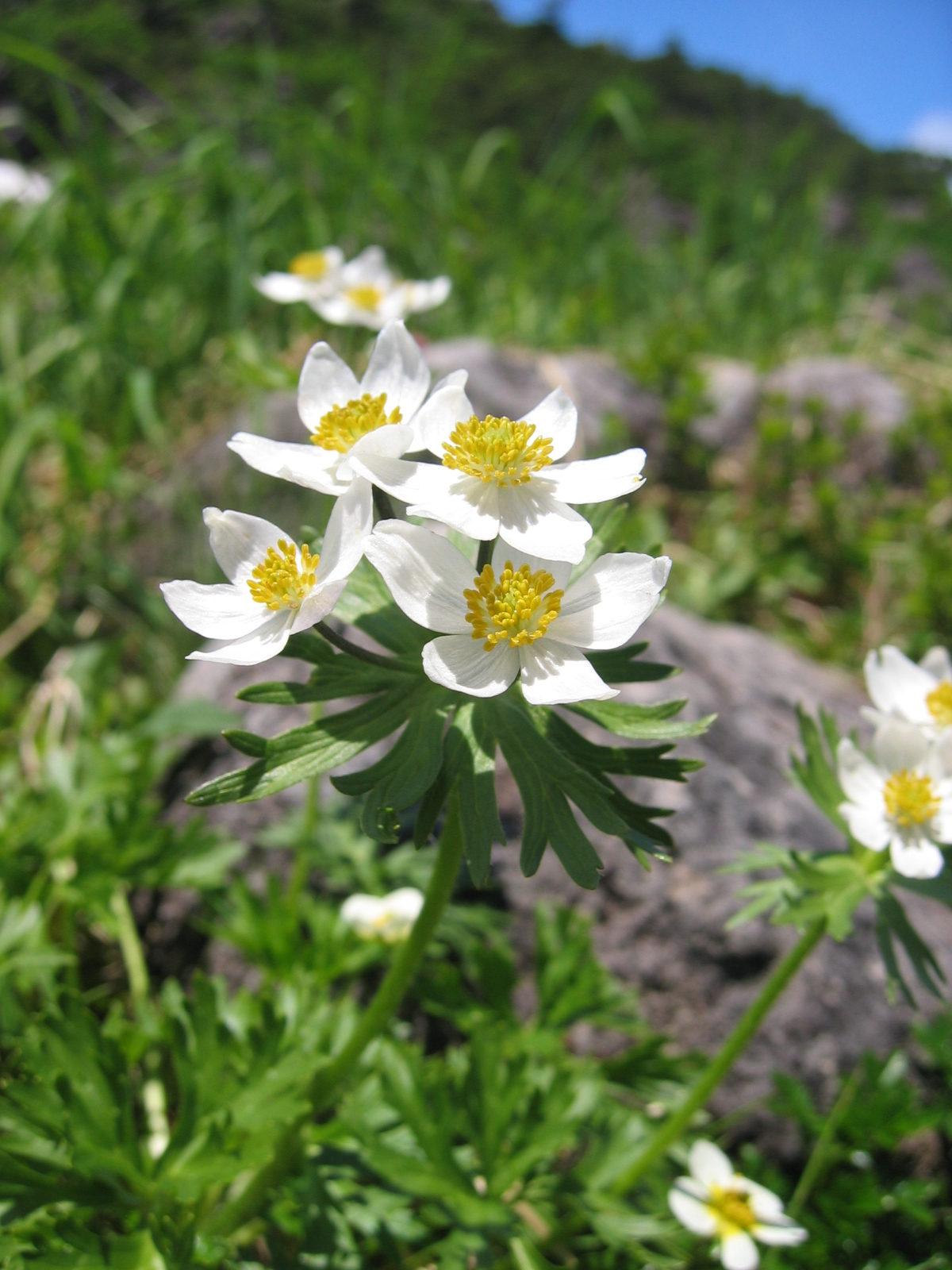
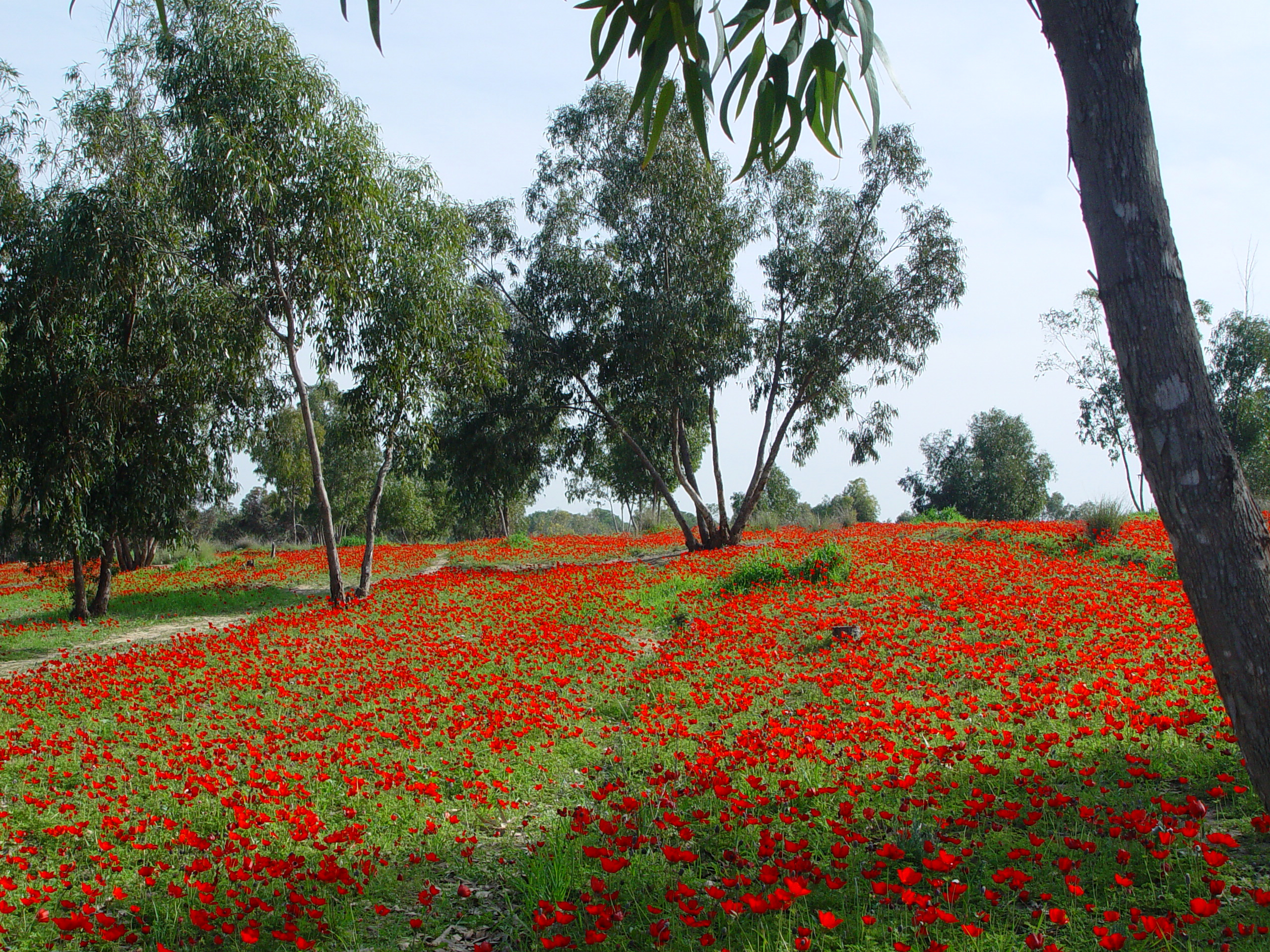
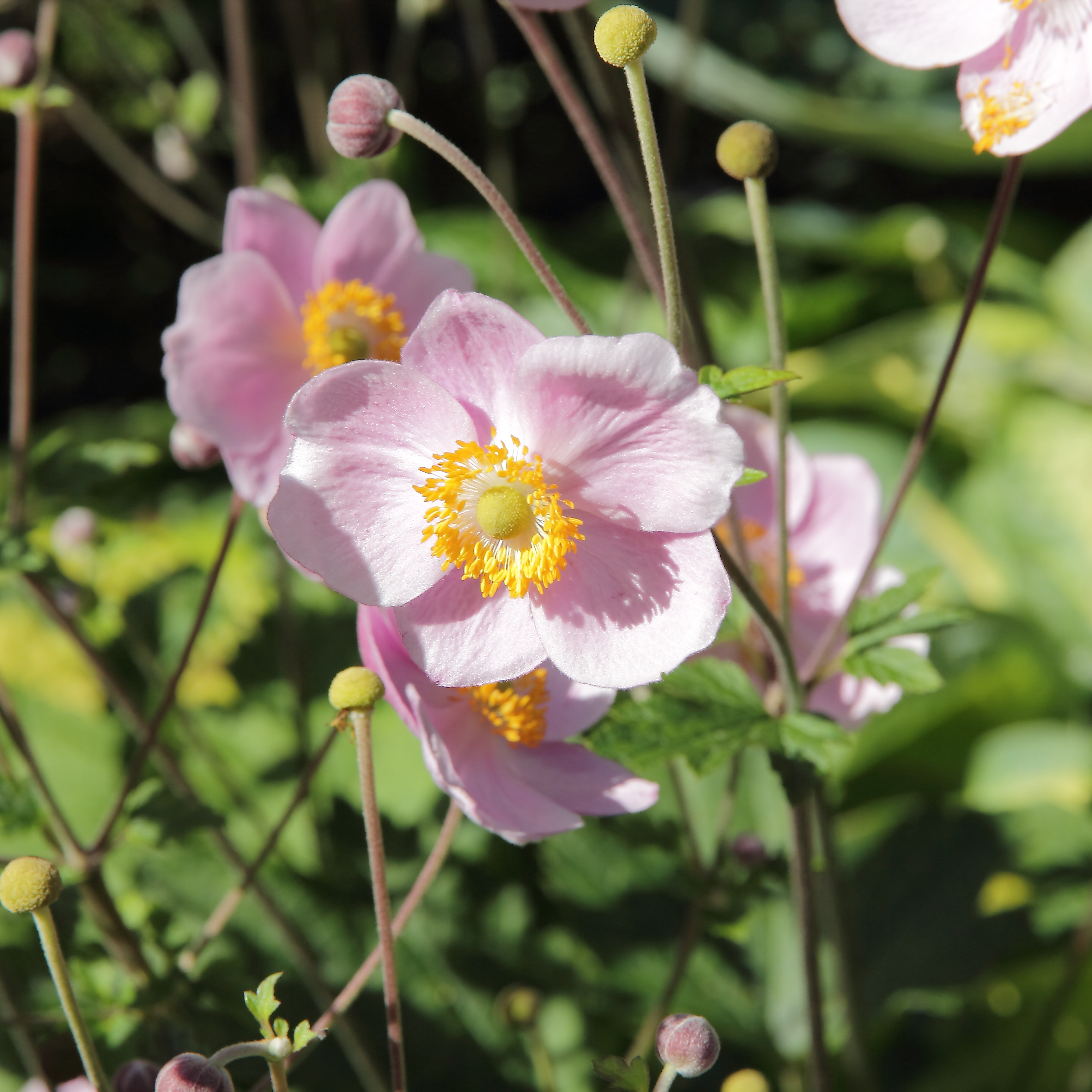

## المصدر
1. 1 2  Carolus Linnaeus (1754), Genera plantarum eorumque characteres naturales, secundum numerum figuram, situm, & proportionem omnium fructificationis partium (باللاتينية) (5th ed.), Holmia, p. 241, DOI:10.5962/BHL.TITLE.746, QID:Q40975586
2. ↑  Carolus Linnaeus (1753), Species Plantarum: Exhibentes plantas rite cognitas ad genera relatas (باللاتينية), vol. 1, p. 538, QID:Q21856106
3. 1 2  قاموس مصطلحات الفلاحة (بالعربية والفرنسية). الجزائر العاصمة: المجلس الأعلى للغة العربية بالجزائر. 2018. ص. 30. ISBN:978-9931-681-42-7. OCLC:1100055505. QID:Q121071043.
4. 1 2  مصطفى الشهابي (2003). أحمد شفيق الخطيب (المحرر). معجم الشهابي في مصطلحات العلوم الزراعية (بالعربية والإنجليزية واللاتينية) (ط. 5). بيروت: مكتبة لبنان ناشرون. ص. 799. ISBN:978-9953-10-550-5. OCLC:1158683669. QID:Q115858366.
5. 1 2  ميشال حايك (2001)، موسوعة النباتات الطبية (بالعربية والإنجليزية والفرنسية والألمانية واللاتينية) (ط. 3)، بيروت: مكتبة لبنان ناشرون، ج. 4، ص. 126، OCLC:956983042، QID:Q118724964
6. ↑  المعجم الموحد لمصطلحات علم الأحياء، سلسلة المعاجم الموحدة (8) (بالعربية والإنجليزية والفرنسية)، تونس: مكتب تنسيق التعريب، 1993، ص. 355، OCLC:929544775، QID:Q114972534
7. 1 2  إبراهيم نحال (2009). معجم نحال في الأسماء العلمية للنباتات: لاتيني - عربي (دراسة نباتية لغوية بيئية وتاريخية) مع مسارد ألفبائية (بالعربية واللاتينية) (ط. 1). بيروت: مكتبة لبنان ناشرون. ص. 12. ISBN:978-9953-86-550-8. OCLC:1110134190. OL:45257084M. QID:Q115858440.
8. 1 2  البعلبكي، منير (1991). "الشُّقّار؛ شقائق النُّعمان". موسوعة المورد. موسوعة شبكة المعرفة الريفية. مؤرشف من الأصل في 18 أبريل 2020. اطلع عليه بتاريخ 18 رمضان 1434 هـ. {{استشهاد ويب}}: تحقق من التاريخ في: |تاريخ الوصول= (مساعدة)صيانة الاستشهاد: BOT: original URL status unknown (link)